# 鳥取県の高校相撲部出身の一覧
鳥取県の高校相撲部出身の一覧は、鳥取県の高校相撲部出身の大相撲力士に関する一覧である。

## 鳥取県立倉吉農業高等学校
- 琴櫻傑將（横綱・佐渡ヶ嶽部屋）（高校では相撲部の助っ人として全国大会出場[1]）

## 鳥取城北高等学校
- 照ノ富士春雄（横綱・間垣部屋→伊勢ヶ濱部屋）
- 琴光喜啓司（大関・佐渡ヶ嶽部屋）
- 逸ノ城駿（関脇・湊部屋）
- 境澤賢一（幕内・三保ヶ関部屋→尾上部屋）
- 貴ノ岩義司（幕内・貴乃花部屋→千賀ノ浦部屋）
- 大喜鵬将大（幕内・宮城野部屋）
- 石浦鹿介（幕内・宮城野部屋、23代間垣）
- 北青鵬治（幕内・宮城野部屋）
- 水戸龍聖之（幕内（現役）・錦戸部屋）
- 伯桜鵬哲也（幕内（現役）・宮城野部屋→伊勢ヶ濱部屋）
- 美ノ海義久（幕内（現役）・木瀬部屋）
- 狼雅外喜義（幕内（現役）・二子山部屋）
- 尊富士弥輝也（幕内（現役）・伊勢ヶ濱部屋）
- 大翔湖友樹（十両・追手風部屋）
- 星風芳宏（十両・尾車部屋）
- 城ノ龍康允（十両・中立部屋→境川部屋）
- 木﨑海伸之助（十両・木瀬部屋）
- 貴健斗輝虎（十両（現役）・貴乃花部屋→千賀ノ浦部屋→常盤山部屋）
- 天照鵬真豪（十両（現役）・宮城野部屋→伊勢ヶ濱部屋）
- 朝日龍克宗（幕下・朝日山部屋）